# Культурний менеджер
Культурний менеджер – міждисциплінарна спеціальність, що полягає у плануванні і організації художньої діяльності підприємств і установ культури. 